# Ingá

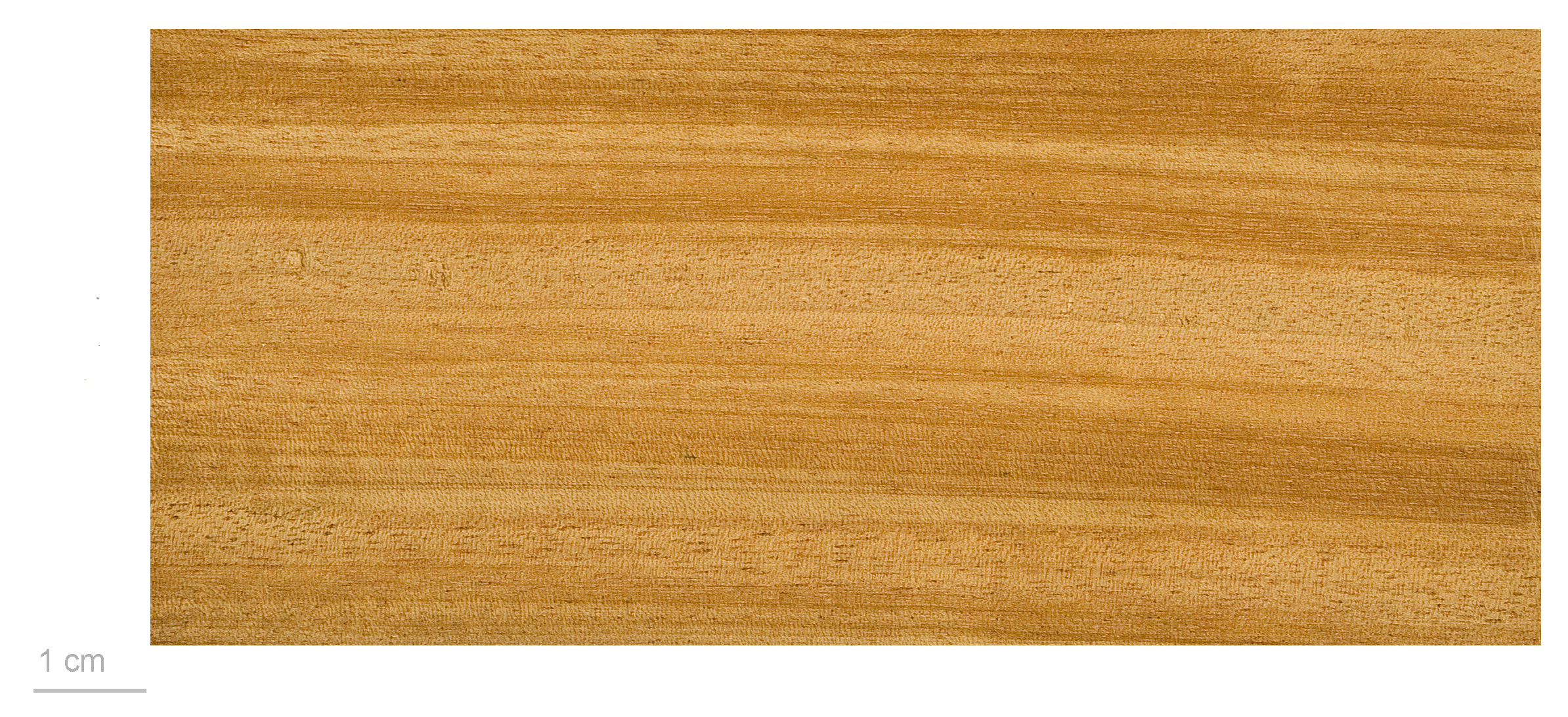
Madeira de Inga sp. - MHNT.

Inga é um género de plantas com flor da subfamília Mimosoideae da família Fabaceae. As espécies deste género são conhecidas pelos nomes comuns de ingá ou ingazeiro, sendo que ingá também designa o fruto da árvore: uma longa vagem que contém sementes envolvidas por uma polpa muitas vezes comestível. É muito comum nas margens de rios e lagos, sendo muito procurado pela fauna e pelo homem por suas sementes envolvidas por polpa branca e adocicada. O ingazeiro costuma apresentar floração mais de uma vez por mensal, trimestral, semestral, anual.
São conhecidas cerca de 300 espécies do gênero Inga. O atual centro de diversidade do gênero é a floresta amazônica, mas o gênero possui representantes no México, Antilhas e em toda a América do Sul, sendo um gênero exclusivamente neotropical. Em geral, os ingás preferem nascer às margens dos rios, devido à grande quantidade de sementes levadas e depositadas nas várzeas pelas enchentes.

## Etimologia
"Ingá" se originou do termo tupi in-gá. De acordo com alguns, "ingá" significa "embebido, empapado, ensopado", devido talvez à consistência da polpa aquosa que envolve as sementes.

## Nomes vernáculos
- Proto-Maku Oriental[2]: *piʔ, *bĩ̂d
- Proto-Tucano[3]: *p’ene
- Kwazá[4]: tjukwe
- Proto-Jabutí[5]: *tʃumɨ̃

## Descrição

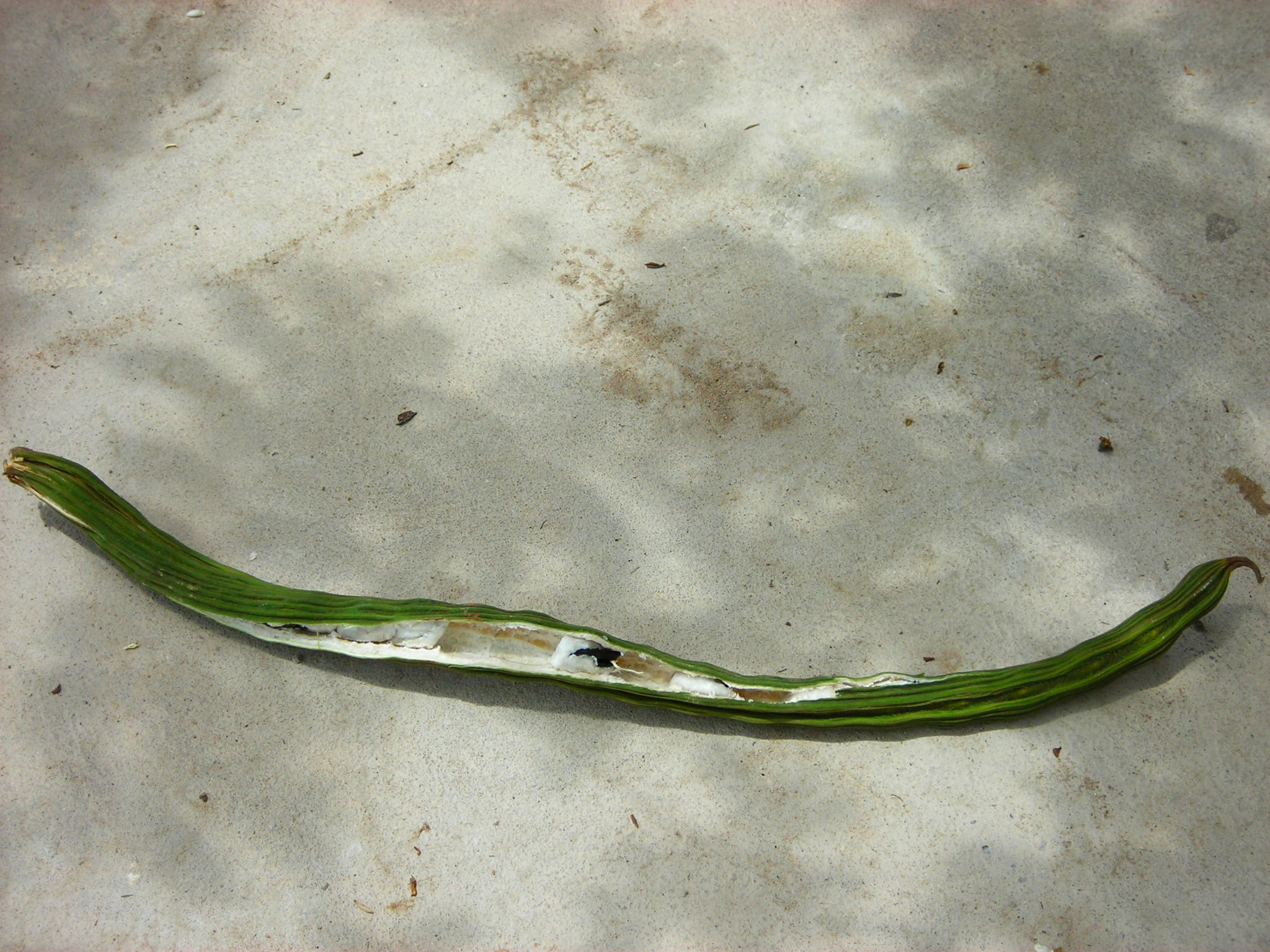
Ingá-cipó (Inga edulis)

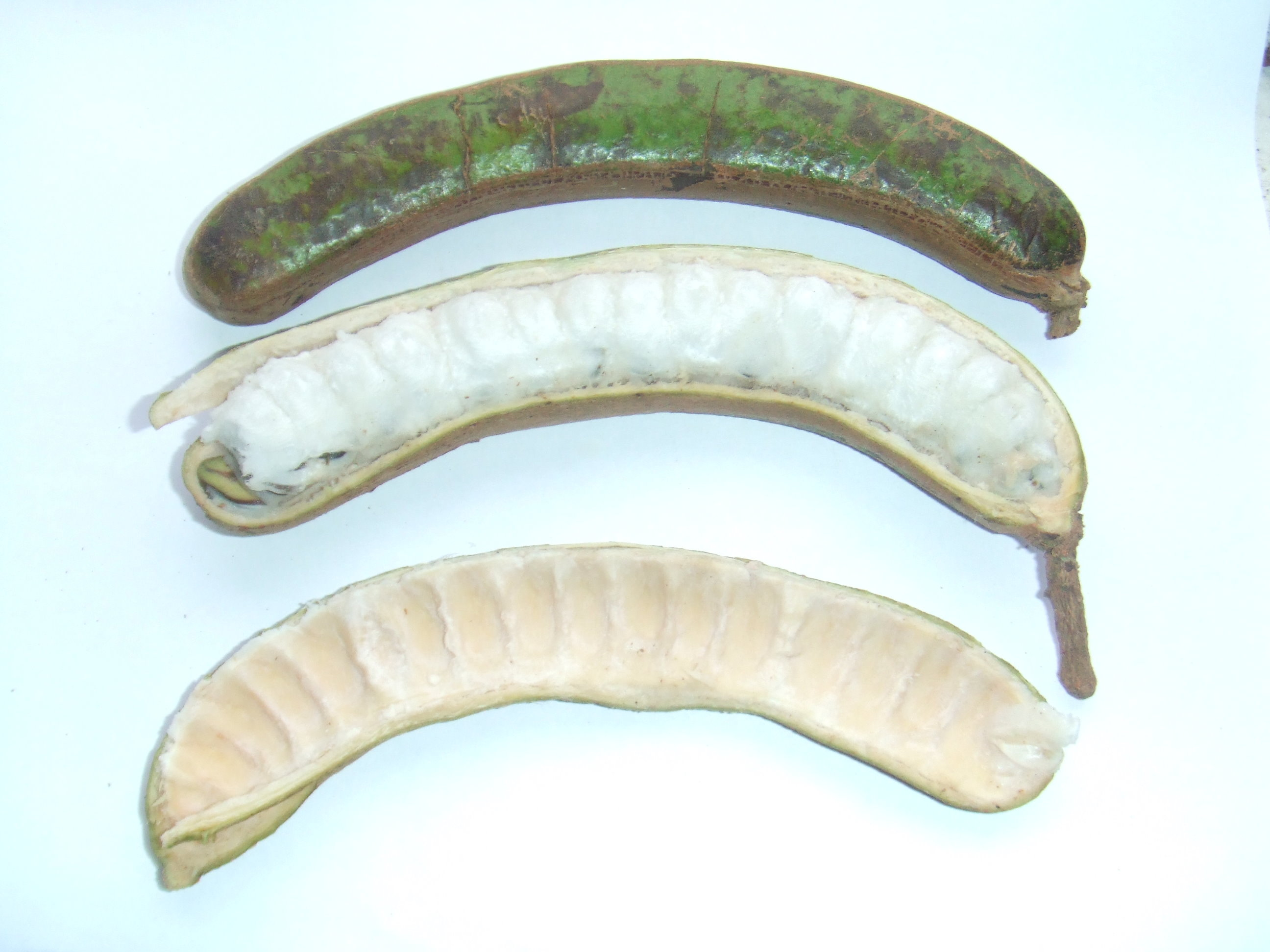
Vagens de Inga sp. compradas num mercado em Roterdã, nos Países Baixos.

Todas as espécies de ingá produzem frutos em vagens, que podem atingir até mais 1 m de comprimento, dependendo da espécie, mas no geral, a maioria das espécies possuem frutos com até cerca de 10 – 30 cm de comprimento. As espécies são facilmente reconhecidas a nível de gênero por apresentares folhas compostas, paripinadas, raque foliar normalmente alada, nectários foliares entre cada par de folíolos e sarcotesta envolvendo as sementes. Esta última característica é única na subfamília, o que diferencia Inga dos demais gêneros. Existem várias espécies, que se diferenciam pelo tamanho do fruto, outras pelo tamanho e tipo dos nectários foliares, porém, quase sempre, se utiliza várias características morfológicas para diferenciar as espécies(tarefa que nem sempre é fácil).
A polpa que envolve as sementes, denominada em termos corretos de sarcotesta é branca, levemente fibrosa e adocicada, bastante rica em sais minerais, e é consumida ao natural. Também é usada na medicina caseira, sendo útil no tratamento da bronquite (xarope) e como cicatrizante (chá). A árvore pode chegar a uma altura de 15 metros, é muito utilizada para sombreamento dos cafezais. A planta prefere solos arenosos perto de rios. Com flores de coloração branco-esverdeada, a ingazeira frutifica praticamente em todo o ano.

## Espécies
O gênero Inga possui 381 espécies reconhecidas atualmente.
- Inga acicularis T.D.Penn.
- Inga acreana Harms
- Inga acrocephala Steud.
- Inga acuminata Benth.
- Inga adenophylla Pittier
- Inga affinis DC.
- Inga aggregata G.Don
- Inga alata Benoist
- Inga alatocarpa T.S.Elias
- Inga alba (Sw.) Willd.
- Inga albicoria Poncy
- Inga aliena J.F.Macbr.
- Inga allenii Leon
- Inga altissima Ducke
- Inga amazonica L.Cardenas
- Inga amboroensis T.D.Penn.
- Inga andersonii McVaugh
- Inga angustifolia Willd.
- Inga apiculata Rusby
- Inga appendiculata M. Sousa
- Inga approximata T.D.Penn.
- Inga apta J.F.Macbr.
- Inga archeri Britton & Killip
- Inga arenicola T.D.Penn.
- Inga aria J.F.Macbr.
- Inga arinensis Hoehne
- Inga augustii Harms
- Inga auristellae Harms
- Inga bahiensis Benth.
- Inga balaensis Pittier
- Inga balsapambensis T.D.Penn.
- Inga bangii Harms
- Inga barbata Benth.
- Inga barbourii Standl.
- Inga belizensis Standl.
- Inga bella M.Sousa
- Inga bicoloriflora Ducke
- Inga bijuga Schery
- Inga blanchetiana Benth.
- Inga bolivariana Britton & Killip
- Inga boliviana Britton
- Inga bollandii Sprague & Sandwith
- Inga bonplandiana Kunth
- Inga borealis T.S.Elias
- Inga bourgonii (Aubl.) DC.
- Inga brachyptera Benth.
- Inga brachyrhachis Harms
- Inga brachystachya Ducke
- Inga brachystachys (Ducke) Ducke
- Inga bracteifera N.Zamora & T.D.Penn.
- Inga bracteosa Benth.
- Inga brevialata Ducke
- Inga brevipedicellata Harms
- Inga brevipes Benth.
- Inga brevituba T.S.Elias
- Inga brunnescens Britton & Killip
- Inga bullata Benth.
- Inga bullatorugosa Ducke
- Inga cabelo T.D.Penn.
- Inga cabrerae M.Sousa
- Inga calantha Ducke
- Inga calanthoides Amshoff
- Inga calcicola M.Sousa
- Inga calderonii Standl.
- Inga campanulata Benth.
- Inga canaminensis Rusby
- Inga canonegrensis N.Zamora & T.D.Penn.
- Inga capitata Desv.
- Inga capsellata Uribe
- Inga cardozana L.Cardenas
- Inga carinata T.D.Penn.
- Inga caudata Killip
- Inga cayennensis Benth.
- Inga cecropietorum Ducke
- Inga chartacea Poepp.
- Inga chiapensis M.Sousa
- Inga chinacotana Britton & Killip
- Inga chocoensis T.S.Elias
- Inga chorrerana T.S.Elias
- Inga chrysantha Ducke
- Inga ciliata C.Presl
- Inga cinnamomea Benth.
- Inga cocleensis Pittier
- Inga codonantha Pittier
- Inga coerulescens Walp.
- Inga complanata Amshoff
- Inga conferta Benth.
- Inga cookii Pittier
- Inga coragypsea Uribe
- Inga cordatoalata Ducke
- Inga cordistipula Mart.
- Inga coruscans Willd.
- Inga crassiflora Ducke
- Inga cuspidata M.Sousa
- Inga cycladenia Pittier
- Inga cyclocarpa Ducke
- Inga cylindrica (Vell.) Mart.
- Inga cynometrifolia Harms
- Inga dasycarpa M.Sousa
- Inga davidsei M.Sousa
- Inga davidsoniae Standl.
- Inga densiflora Benth.
- Inga diadema (Vell.) Mart.
- Inga dichotoma (Vell.) Mart.
- Inga disticha Benth.
- Inga dolichantha Uribe
- Inga dominicensis Benth.
- Inga donaeana J.F.Macbr.
- Inga duckei Huber
- Inga duquei Harms
- Inga dwyeri M.Sousa
- Inga dysantha Benth.
- Inga edulis Mart.
- Inga eglandulosa T.S.Elias
- Inga ellipsoidea Rusby
- Inga ellsworthiana Uribe
- Inga endlicheri (Kuntze) J.F.Macbr.
- Inga enterolobioides T.D.Penn.
- Inga eriocarpoides Britton & Killip
- Inga eriorhachis Harms
- Inga exalata T.S.Elias
- Inga exfoliata T.D.Penn. & F.C.P.Garcia
- Inga exilis T.D.Penn.
- Inga extra-nodis T.D.Penn.
- Inga fanchoniana Poncy
- Inga fastuosa (Jacq.) Willd.
- Inga fendleriana Benth.
- Inga ferrugineo-hirta Benth.
- Inga feuilleei DC.
- Inga filiformis N.Zamora
- Inga flagelliformis (Vell.) Mart.
- Inga fluvii-novi Harms
- Inga fosteriana T.D.Penn.
- Inga fredoniana Britton & Killip
- Inga gereauana (Pipoly & R.Vasquez) T.D.Penn.
- Inga glaberrima (Schumach. & Thonn.) Roberty
- Inga glomeriflora Ducke
- Inga goldmanii Pittier
- Inga golfodulcensis N.Zamora
- Inga goniocalyx Britton & Killip
- Inga graciliflora Benth.
- Inga gracilifolia Ducke
- Inga gracilior Sprague
- Inga grandis T.D.Penn.
- Inga guamito Uribe
- Inga guilleminiana Benth.
- Inga hayesii Benth.
- Inga hedgerae G.P.Lewis
- Inga heinei Harms
- Inga herrerae N.Zamora
- Inga herthae Harms
- Inga heterophylla Willd.
- Inga heteroptera Benth.
- Inga hintonii Sandwith
- Inga hirsutissima Rusby
- Inga hispida Benth.
- Inga holtonii Pittier
- Inga huastecana M.Sousa
- Inga huberi Ducke
- Inga ilta T.D.Penn.
- Inga inflata Ducke
- Inga ingoides (Rich.) Willd.
- Inga inicuil Schltdl. & Cham. ex G. Don
- Inga insignis Kunth
- Inga interfluminensis Uribe
- Inga interrupta L.Cardenas & De Martino
- Inga involucrata Cowan
- Inga ismaelis M.Sousa
- Inga japurensis T.D.Penn.
- Inga jaunechensis A.H.Gentry
- Inga jefensis Liesner & D'Arcy
- Inga jenmanii Sandwith
- Inga jimenezii N.Zamora
- Inga jinicuil Schltdl.
- Inga jucunda Ducke
- Inga juglandifolia Willd.
- Inga killipiana J.F.Macbr.
- Inga klugii J.F.Macbr.
- Inga lactifera M. Sousa
- Inga lacustris M.Sousa
- Inga lallensis Benth.
- Inga lanceifolia Benth.
- Inga lateriflora Miq.
- Inga latibracteata Harms
- Inga latipes Pittier
- Inga laurifolia Benth.
- Inga laurina (Sw.) Willd.
- Inga laxiflora (DC.) Benth.
- Inga leiocalycina Benth.
- Inga lenticellata Benth.
- Inga lentiscifolia Benth.
- Inga leonis N.Zamora
- Inga leptantha Benth.
- Inga leptingoides Amshoff
- Inga leptocarpa T.D.Penn.
- Inga lineata Benth.
- Inga litoralis N.Zamora
- Inga longiflora Benth.
- Inga longifoliola Cowan
- Inga longipedunculata Ducke
- Inga longipes Benth.
- Inga longispica Standl.
- Inga lopadadenia Harms
- Inga loretana J.F.Macbr.
- Inga luschnathiana Benth.
- Inga macarenensis Philipson
- Inga macrantha Johnston
- Inga macrophylla Willd.
- Inga manabiensis T.D.Penn.
- Inga maritima Benth.
- Inga martinicensis C.Presl
- Inga maynensis Benth.
- Inga medellinensis Uribe
- Inga megalobotrys T.D.Penn.
- Inga megaphylla Poncy & Vester
- Inga meissneriana Miq.
- Inga melinonis Sagot
- Inga mendoncaei Harms
- Inga mexicana (T.D. Penn.) M. Sousa
- Inga micheliana Harms
- Inga micradenia Benth.
- Inga microcalyx Benth.
- Inga microdonta Britton & Killip
- Inga microgyna Uribe
- Inga mischantha Harms
- Inga mortoniana Leon
- Inga mucuna Walp.
- Inga multicaulis Benth.
- Inga multijuga Benth.
- Inga multinervis T.D.Penn.
- Inga neblinensis L.Cardenas & De Martino
- Inga negrensis Benth.
- Inga nobilis Willd.
- Inga nouragensis Poncy
- Inga nubigena A.R.Molina
- Inga nubium Poncy
- Inga nuda Benth.
- Inga nutans Mart.
- Inga obidensis Ducke
- Inga oblanceolata Britton & Killip
- Inga obscura J.F.Macbr.
- Inga obtusa Benth.
- Inga obtusata Benth.
- Inga odoratissima Ducke
- Inga oerstediana Benth.
- Inga olivacea Sprague
- Inga organensis Pittier
- Inga ornifolia Kunth
- Inga ouraphylla Uribe
- Inga pachyphylla Harms
- Inga pallida Rusby
- Inga paludicola A.R.Molina
- Inga panurensis Benth.
- Inga paraensis Ducke
- Inga pardoana Harms
- Inga paterno Harms
- Inga pauciflora Walp.
- Inga pavoniana G.Don
- Inga pezizifera Benth.
- Inga pilosa Uribe
- Inga pilosula (Rich.) J.F.Macbr.
- Inga pinetorum Pittier
- Inga platyptera Benth.
- Inga plumifera Benth.
- Inga pluricarpellata T.D.Penn.
- Inga poeppigiana Benth.
- Inga polita Britton & Killip
- Inga polyantha Ducke
- Inga porcata T.D.Penn.
- Inga portobellensis Beurl.
- Inga praegnans T.D.Penn.
- Inga pruriens Poepp.
- Inga pseudofastuosa Britton & Killip
- Inga pseudoinvolucrata M.Sousa
- Inga pseudospuria Britton & Killip
- Inga psittacorum Uribe
- Inga pulcherrima Cerv. ex Sweet
- Inga pulchriflora Ducke
- Inga punctata Willd.
- Inga quadrangularis Ducke
- Inga quaternata Poepp.
- Inga racemiflora Ducke
- Inga radiata Rusby
- Inga retinocarpa Poncy
- Inga rhabdotocalyx Harms
- Inga rhynchocalyx Sandwith
- Inga ricardorum Bernardi & Spichiger
- Inga riopalenquensis A.H.Gentry
- Inga rondonii Hoehne
- Inga rubiginosa (Rich.) DC.
- Inga rugosa Rusby
- Inga ruiziana G.Don
- Inga rusbyi Pittier
- Inga saffordiana Pittier
- Inga salicifolia T.D. Penn.
- Inga salicifoliola T.D.Penn.
- Inga saltensis Burkart
- Inga salzmanniana Benth.
- Inga samanensis Uribe
- Inga santaremnensis Ducke
- Inga sapindoides Willd.
- Inga sarayacuensis T.D.Penn.
- Inga sarmentosa Glaz. ex Harms
- Inga schiedeana Steud.
- Inga schinifolia Benth.
- Inga sellowiana Benth.
- Inga semialata (Vell.) C.Mart.
- Inga semiglabra Pittier
- Inga sertulifera DC.
- Inga sessilis (Vell.) Mart.
- Inga setosa G.Don
- Inga sierrae Britton & Killip
- Inga silanchensis T.D.Penn.
- Inga sinacae M.Sousa & Ibarra-Manriquez
- Inga skutchii Standl.
- Inga sodiroi Harms
- Inga spectabilis (Vahl) Willd.
- Inga spiralis Liesner & D'Arcy
- Inga splendens Willd.
- Inga squamigera Leon
- Inga standleyana Pittier
- Inga steinbachii Harms
- Inga stenocalyx Benth.
- Inga stenophylla Standl.
- Inga stenopoda Pittier
- Inga stenoptera Benth.
- Inga stipulacea G.Don
- Inga stipularis DC.
- Inga striata Benth.
- Inga strigillosa Spruce ex Benth.
- Inga striolata T.D.Penn.
- Inga suaveolens Ducke
- Inga suberosa T.D.Penn.
- Inga subnuda Benth.
- Inga suborbicularis T.D.Penn.
- Inga tapajozensis Ducke
- Inga tarapotensis Benth.
- Inga tayronaensis T.D.Penn.
- Inga tenella M. Sousa
- Inga tenuicalyx T.D.Penn.
- Inga tenuifolia Benth.
- Inga tenuiloba N.Zamora & T.D.Penn.
- Inga tenuipedunculata Leon
- Inga tenuirama Harms
- Inga tenuis (Vell.) Mart.
- Inga tenuistipula Ducke
- Inga tessmannii Harms
- Inga thibaudiana DC.
- Inga titiribiana Britton & Killip
- Inga tocacheana D.R.Simpson
- Inga tomentosa Benth.
- Inga tonduzii Donn.Sm.
- Inga tubaeformis Benoist
- Inga tubiformis Benoist
- Inga tysonii T.S.Elias
- Inga ulei Harms
- Inga umbellifera (Vahl) DC.
- Inga umbilicata (N. Zamora & T.D. Penn.) N. Zamora
- Inga umbratica Poepp. & Endl.
- Inga unica Barneby & J.W.Grimes
- Inga urabensis Uribe
- Inga uraguensis Hook. & Arn.
- Inga urceolata N.Zamora
- Inga ursi Pittier
- Inga uruguensis Hook. & Arn.
- Inga vallensis T.S.Elias
- Inga velutina Willd.
- Inga venosa Griseb.
- Inga venusta Standl.
- Inga vera Willd.
- Inga vestita Benth.
- Inga villosissima Benth.
- Inga virescens Benth.
- Inga virgultosa Desv.
- Inga vismiifolia Poepp.
- Inga vulpina Benth.
- Inga wittiana Harms
- Inga xinguensis Ducke
- Inga yacoana J.F.Macbr.
- Inga yasuniana T.D.Penn.
- Inga yunckeri Standl.